# Filmfare Awards (2015)

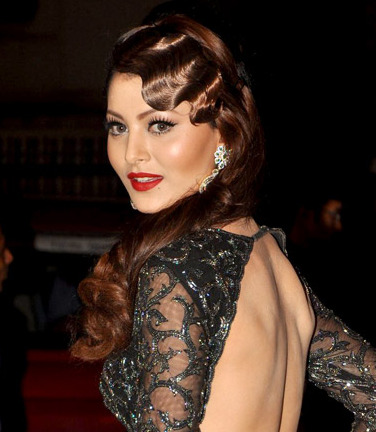
Урваши Рутела на церемонии награждения

60-я церемония награждения Filmfare Awards проводилась 31 января 2015 года, в городе Бомбей. На ней были отмечены лучшие киноработы на хинди, вышедшие в прокат до конца 2014 года.

## Победители и номинанты
Номинанты были названы 19 января 2015 года.

## Награды и номинации

### Главные награды
| Лучший фильм | Лучшая режиссёрская работа |
| --- | --- |
| - Королева –Анураг Кашьяп, Викрамадитья Мотване - ПиКей - Раджкумар Хирани, Видху Винод Чопра - 2 штата - Каран Джохар, Саджид Надиадвала - Хайдер - Вишал Бхарадвадж, Сидхарт Рой Капур - Мэри Ком - Омунг Кумар                                                      | - Викас Бал – Королева - Vishal Bhardwaj – Хайдер - Абхишек Варман – 2 штата - Анураг Кашьяп – Гадкий - Раджкумар Хирани – ПиКей |
| Лучший актёр | Лучшая актриса |
| - Шахид Капур – Хайдер в роли Prince Hamlet - Аамир Кхан – ПиКей в роли ПиКей - Акшай Кумар – Солдат в роли Virat Bakshi - Ритик Рошан – Пиф-паф в роли Rajveer / Jai Nanda - Рандип Худа – Цвета страсти в роли Raja Ravi Varma                                       | - Кангана Ранаут – Королева в роли Rani Mehra - Алиа Бхатт – Шоссе в роли Veera Tripathi - Мадхури Диксит – Семь этапов любви в роли Begum Para - Приянка Чопра – Мэри Ком в роли Мэри Ком - Рани Мукхерджи – Отважная в роли Shivani Shivaji Roy - Сонам Капур – Красотка в роли Dr. Mrinalini "Milli" Chakravarty |
| Мужская роль второго плана | Женская роль второго плана |
| - Кэй Кэй Менон – Хайдер в роли King Claudius - Ритеш Дешмукх – Злодей в роли Rakesh Mahadkar - Абхишек Баччан – С Новым годом в роли Nandu Bhide/Vicky Grover - Ронит Рой – 2 штата в роли Vikram Malhotra - Тахир Радж Бхасин – Отважная в роли Walt / Karan Rastogi | - Табу – Хайдер в роли Gertrude Meer - Амрита Сингх – 2 штата в роли Kavita Malhotra - Димпл Кападиа – В поисках Фэнни в роли Rosalina "Rosie" Eucharistica - Джухи Чавла – Розовое братство в роли Sumitra Devi - Лиза Хейдон – Королева в роли Vijayalakshmi                                                      |
| Лучший мужской дебют | Лучший женский дебют |
| - Фавад Кхан – Красотка в роли Vikram Singh | - Крити Санон – Право на любовь в роли Dimple/"Dimpy" |
| Лучшая музыка к песне для фильма | Лучшие слова к песне для фильма |
| - Шанкар-Эхсан-Лой – 2 штата - Амит Триведи – Королева - Anupam Amod, Arko Pravo Mukherjee, Ё Ё Хони Сингх, Mithoon, Притам – Крылья желаний - Химеш Решаммия, Meet Bros Anjjan, Ё Ё Хони Сингх – Удар - Mithoon, Анкит Тивари, SOCH – Злодей                          | - Rashmi Singh - "Muskurane" – Огни города - Иршад Камиль – "Patakha Guddi" – Шоссе - Амитабх Бхаттачария - "Zehnaseeb" - Она улыбается, она в западне! - Гулзар – "Bismil" – Хайдер - Каусар Мунир – "Suno Na Sangemarmar" – Молодая Индия                                                                         |
| Лучший мужской закадровый вокал | Лучший женский закадровый вокал |
| - Анкит Тивари – "Galliyan" – Злодей - Шехар Равджиани – "Zehnaseeb" - Она улыбается, она в западне! - Arijit Singh – "Mast Magan" – 2 штата - Arijit Singh – "Suno Na Sangemarmar" – Молодая Индия - Бенни Давал – "Locha-E-Ulfat" – 2 штата                          | - Каника Капур - "Baby Doll" - Последняя запись 2 - Рекха Бхардвадж – "Hamari Atariya Pe" – Семь этапов любви - Jyoti Nooran, Sultana Nooran – "Patakha Guddi" – Шоссе - Shreya Ghoshal – "Manwa Laage" - С Новым годом - Sona Mohapatra – "Naina" – Красотка                                                       |

### Награды критиков
| Лучший фильм                  | Лучший фильм                   |
| ----------------------------- | ------------------------------ |
| - Ankhon Dekhi – Раджат Капур |                                |
| Лучший актёр                  | Лучшая актриса                 |
| - Алиа Бхатт - Шоссе          | - Санджай Мишра - Ankhon Dekhi |

### Технические награды
| Лучший сюжет | Лучший сценарий |
| --- | --- |
| - Раджат Капур – Ankhon Dekhi - Анураг Кашьяп - Гадкий - Имтиаз Али - Шоссе - Nitin Kakkar - Опасные съёмки - Раджкумар Хирани и Абхиджит Джоши - ПиКей | - Раджкумар Хирани и Абхиджит Джоши– ПиКей - Анураг Кашьяп, Akhilesh Jaiswal и Rohit Pandey - Гадкий - Gopi Puthran, S Hussain Zaidi и Vibha Singh - Отважная - Раджат Капур – Ankhon Dekhi - Викас Бал, Chaitally Parmar и Parveez Sheikh - Королева |
| Лучший диалог в фильме | Лучший монтаж |
| - Абхиджит Джоши и Раджкумар Хирани – ПиКей - Анураг Кашьяп, Purva Naresh, Harshvardhan Kulkarni и Vinil Mathew - Она улыбается, она в западне! - Anvita Dutt и Кангана Ранаут - Королева - Нитеш Тивари, Пиюш Гупта, Никхил Мехротра и Шрейаз Джайн - Призрак виллы Натхов 2 - Vishal Bhardwaj - Семь этапов любви | - Abhijit Kokate и Анураг Кашьяп – Королева - Арти Баджадж - Шоссе - Арти Баджадж - Гадкий - Раджкумар Хирани - ПиКей - Sanjib Datta - Отважная |
| Лучшая хореография | Лучшая операторскую работу |
| - Ахмед Кхан for Jumme Ki Raat – Удар - Боско-Цезарь for Hungama Ho Gaya - Королева - Боско-Цезарь for Tu Meri - Пиф-паф - Боско-Цезарь for Tune Mari Entriyan - Вне закона - Ганеш Ачария for Whistle Baja - Право на любовь                                                                                       | - Бобби Сингх и Siddharth Diwan – Королева - Анил Мехта - В поисках Фэнни - Анил Мехта - Шоссе - Mohanan - Мисс Красотка - Artur Żurawski - Отважная                                                                                                  |
| Лучшая работа художника-постановщика | Лучший звук |
| - Subrata Chakrabortyand Amit Ray– Хайдер - Ашим Ахлувалиа, Tabasheer Zutsi и Parichit Paralkar - Мисс Красотка - Manisha Khandelwal - В поисках Фэнни - Meenal Agarwal - Ankhon Dekhi - Subrata Chakraborty и Amit Ray - Семь этапов любви                                                                         | - Anilkumar Konakandlaand Prabal Pradhan– Отважная - Mandar Kulkarni - Гадкий - Resul Pookutty и Amrit Pritam - Шоссе - Sanjay Maurya и Allwyn Rego -Королева - Shajith Koyeri - Хайдер                                                               |
| Лучший дизайн костюмов | За влияние в киноиндустрии |
| - Долли Ахлувалиа – Хайдер - Анаита - В поисках Фэнни - Payal Saluja - Семь этапов любви - Rushi Sharma и Manoshi Nath - ПиКей - Rushi Sharma и Manoshi Nath - Королева | - Амит Триведи – Королева - А.Р. Рахман - Шоссе - Julius Packiam - Отважная - Mathias Duplessey - В поисках Фэнни - Rohit Kulkarni - Мэри Ком |
| Лучшие спецэффекты | Лучшая постановка боевых сцен |
| Не вручалась | - Sham Kaushal– Вне закона - Anal Arasu - Право на любовь - Anal Arasu - Удар - Manoher Verma - Отважная - Parvez Shaikh - Пиф-паф |

### Специальные награды
| Пожизненные достижения     | Пожизненные достижения |
| -------------------------- | ---------------------- |
| - Камини Каушал            |                        |
| Лучший режиссёрский дебют  |                        |
| - Абхишек Варман - 2 штата |                        |

## Наибольшее количество номинаций и побед
Номинации:
- Королева- 13
- Хайдер, Шоссе- 9
- ПиКей, 2 штата, Отважная- 8
- Семь этапов любви, В поисках Фэнни, Гадкий, Ankhon Dekhi- 5
- Bang Bang, Злодей, Она улыбается, она в западне!, Право на любовь, Красотка, Удар, Мэри Ком- 3
- С Новым годом, Мисс Красотка, Вне закона, Молодая Индия- 2

Победители:
- Королева- 6
- Хайдер- 5
- Ankhon Dekhi- 3
- ПиКей- 2